# Floc de Gascogne
 (février 2016).
Le floc de Gascogne est un vin de liqueur élaboré par mélange de moût de raisin et d'armagnac jeune. Hérité d'une recette du XVIe siècle, il est reconnu depuis 1990 comme appellation d'origine contrôlée et produit sur une vaste partie des départements du Gers, des Landes et de Lot-et-Garonne.
Le Floc de Gascogne est à la Gascogne, ce que le ratafia de Champagne est à la Champagne, le Pineau est aux Charentes,  le Pommeau est à la Normandie et le Macvin est au Jura.

## Présentation
Le floc de Gascogne tient son nom de flòc (« bouquet de fleurs » en gascon) et de Gascogne, nom de l'ancienne province du Sud-Ouest de la France d'où il est originaire. Il provient d'une ancienne recette paysanne (2/3 de jus de raisin, 1/3 d'armagnac, pour 16 à 18 % d'alcool) réservée à la consommation familiale.
Le floc de Gascogne est protégé par une appellation d'origine contrôlée (AOC) par décret de l'État français du 27 novembre 1990 et une appellation d'origine protégée (AOP) de l'Union européenne, avec à chaque fois deux dénominations : « floc de Gascogne blanc » et « floc de Gascogne rosé ».
Un décret plus récent en date du 18 septembre 2009 est relatif aux appellations d'origine contrôlées « pineau des Charentes » et « floc de Gascogne ».

## Situation géographique

### Géologie
Au Miocène moyen, il y a entre 11 et 16 millions d’années, l’océan Atlantique envahissait le Bassin aquitain, et notamment le Bas-Armagnac. Les dépôts marins du Miocène moyen sont regroupés sous le terme général de « Sables fauves ». Les dépôts continentaux, eux, sont représentés par un ensemble de terrains molassiques contenant de nombreux restes d’espèces terrestres.
L'Armagnac noir (ou Bas-Armagnac) présente des sols argilo-siliceux sur sables fauves et de boulbène (argile dure chargée de concrétions, appelée aussi terrebouc), qui donne les eaux-de-vie les plus élégantes et les plus finement bouquetées, avec notamment des nuances de pruneau.
En Ténarèze on trouve principalement des sols argilo-calcaires, donnant aux eaux-de-vie leur aptitude au vieillissement et un arôme caractéristique de violette.

### Climatologie
Ce terroir viticole possède un climat de type océanique aquitain dégradé, caractérisé par des hivers doux et humides, ainsi que des étés chauds, souvent orageux.

## Vignoble et sortes de Floc

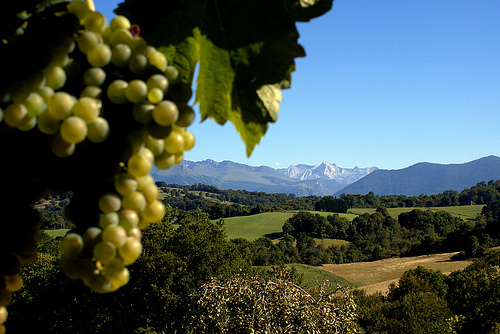
Terroir du floc de Gascogne avec en premier plan une grappe de gros manseng

Le vignoble de 780 hectares s'étale sur trois départements : le Gers (80 %), les Landes et le Lot-et-Garonne, entre les fleuves Adour et Garonne.
Le Floc de Gascogne est produit dans l'ensemble de l'appellation Armagnac (Bas-Armagnac, Ténarèze, Haut-Armagnac).
Le floc de Gascogne se trouve sous deux couleurs : le blanc et le rosé (plus communément appelé rouge). C'est un mariage entre deux tiers de jus de raisin et un tiers d'armagnac.

### Floc blanc
Pour la production du moût nécessaire à la réalisation du floc blanc, les cépages principaux sont le colombard B, l'ugni blanc B et le gros manseng B, avec comme cépages accessoires autorisés le baroque B, la folle blanche B, le mauzac B, le petit manseng B, le sauvignon B, le sauvignon gris G et le sémillon B.
Le floc de Gascogne blanc est élaboré à partir de jus de raisin issu d'une légère pressée. 

### Floc rosé
Pour la production du moût destiné au floc rosé, ne sont utilisés que des cépages noirs : cabernet franc N, cabernet sauvignon N, côt N, fer servadou N, merlot N et tannat N.
Le floc de Gascogne rosé est obtenu par éraflage, foulage et extraction des substances colorées (couleur rouge du floc de Gascogne). 

### Élaboration finale
La suite de l'élaboration est identique aux deux couleurs de floc : le moût est alors additionné d'armagnac (deux tiers de moût et un tiers d'armagnac), le tout à l'abri de l'air.
Après brassage on laisse reposer le floc de Gascogne jusqu'à la fin de l'hiver, puis les opérations de soutirage, collage, filtration et stabilisation seront effectuées par un œnologue. Le floc de Gascogne est ensuite conservé un minimum de dix mois dans un chai, puis conditionné en bouteilles et soumis à une commission d'agrément.
Cet agrément a été mis en place par les producteurs de floc de Gascogne en 1990, lorsque l'appellation d'origine contrôlée a été obtenue.

## Dégustation

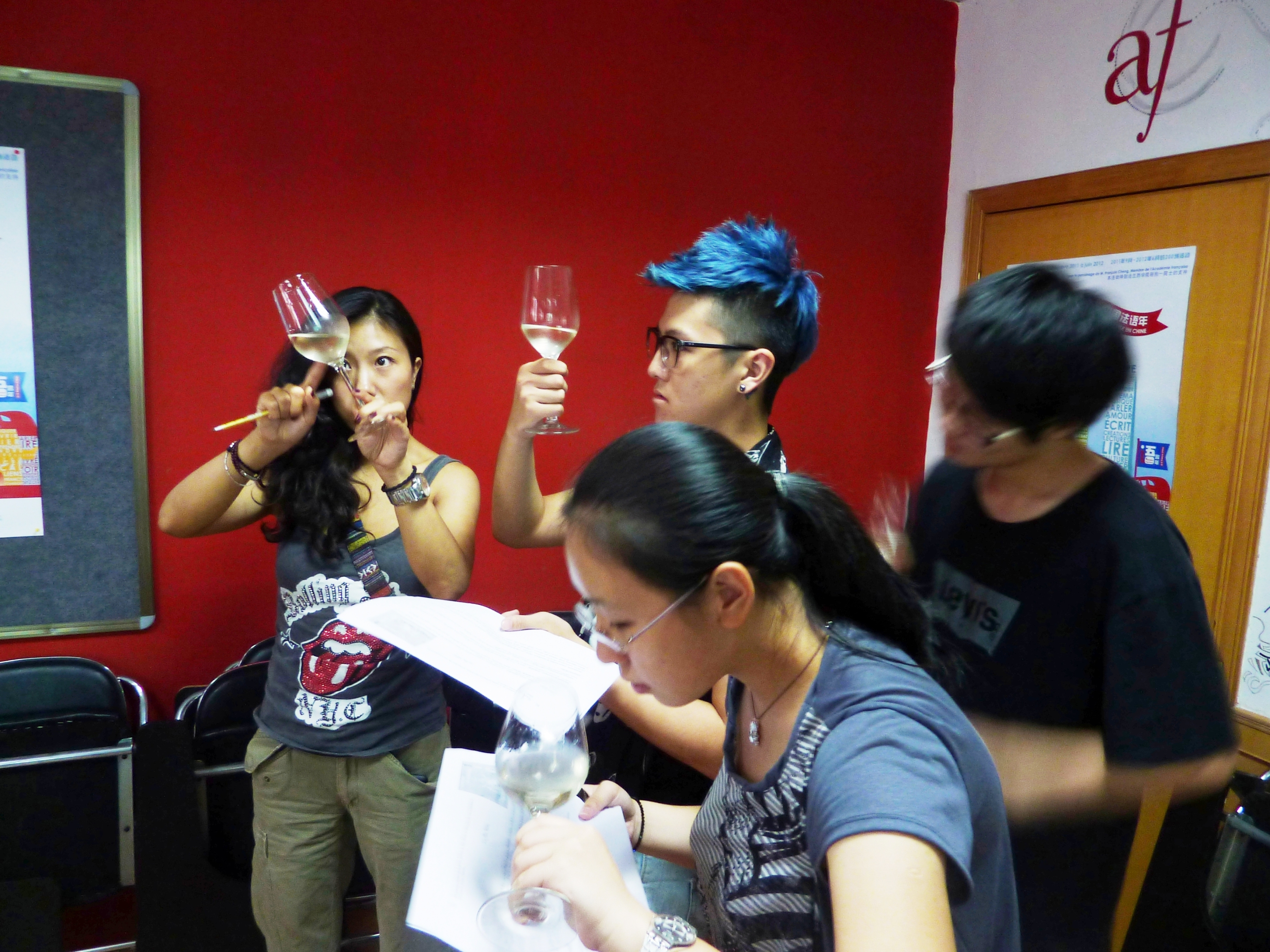
L'examen visuel.

Le floc de Gascogne se boit jeune ; c’est dans ses premières années qu’il va exprimer le plus intensément des arômes de fruits rouges, de fleurs, d'écorces d'oranges, d'épices ou de violette libéré par l'armagnac. Il se déguste très frais (5-7 °C) et peut se garder jusqu’à trois mois au réfrigérateur après ouverture. La dégustation se décompose en trois étapes.

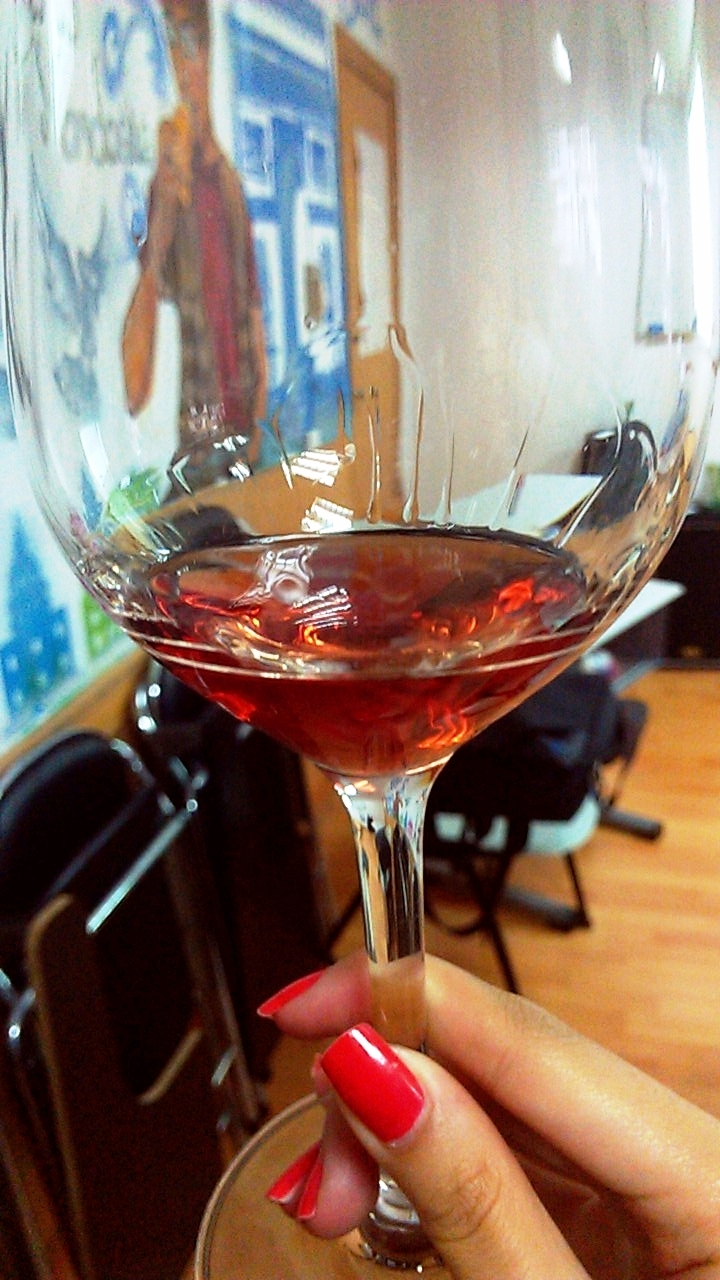
Les larmes du floc.

D'abord, il y a un examen visuel où l'on contrôle la couleur, l'intensité colorante, la limpidité et les larmes. Pour un floc de Gascogne blanc, le nuancier ira du jaune vert pour les vins (ou parfois les cépages) jeunes jusqu'au jaune or pour les vins plus évolués. L'assemblage de plusieurs cépages étant obligatoire en floc de Gascogne blanc, le choix de ces cépages est déterminant pour la couleur. Par exemple, le vin élaboré avec beaucoup de colombard sera plus clair que si on utilise du gros manseng tandis que l'ugni blanc est clair au départ mais évolue très vite vers le brun. L'intensité colorante, quant à elle, est indépendante de l'âge du floc de Gascogne rosé. Elle est seulement liée au cépage, au terroir, à la durée de macération donc essentiellement au choix de l'œnologue. Les larmes sont généralement grasses et généreuses, mais parfois plus fines, elles peuvent parfois annoncer un vin plus léger en bouche.
Ensuite l'examen olfactif (= nez) porte sur les arômes du vin. Jeunes, les floc de Gascogne portent plutôt sur des arômes floraux issus de l'armagnac. Après maturation, le floral va laisser sa place au fruité du jus de raisin. Pour le rouge, les principaux arômes présents sont des arômes de fruits rouges tels que le cassis, la framboise, la mûre, la fraise, etc. Pour le blanc, les principaux arômes présents sont des arômes de violette, prune, poire, litchis, coings, miel, etc.
Enfin se déroule l'examen gustatif (= bouche). En bouche, le floc de Gascogne est un produit à équilibre sucré : on ne retrouve pas ou peu d'acidité, d'astringence ou d'amertume. C'est pourquoi, le floc de Gascogne est servi à une température très basse qui rééquilibre ces perceptions et évite la lourdeur et le côté trop chaleureux.

## Gastronomie
Le pineau se déguste à l'apéritif, frais et sans glace. La température optimale de dégustation est de 6 °C.
En entrée, il peut être servi dans un demi-melon ; avec du foie gras.
Enfin, il peut accompagner un dessert, étant lui-même sucré.